# 安琪酵母
安琪酵母股份有限公司（上交所：600298），简称安琪酵母，成立于1986年，是从事酵母及酵母衍生物产品经营的国家重点高新技术企业、上市公司。

## 历史
公司前身为宜昌食用酵母基地，始建于1986年，是由原国家科委中国生物工程开发中心、中科院微生物所、国家计委科技司三家联合建议立项，国家计委布点的全国唯一一家活性干酵母工业性试验基地。1998年改制设立安琪酵母股份有限公司，2000年公司股票在上海证券交易所挂牌上市。2002年， 安琪商标被认定为“中国驰名商标”。2007年，安琪酵母被认定为“中国名牌”。
公司酵母生产规模、市场占有率均居于国内及亚洲之首。

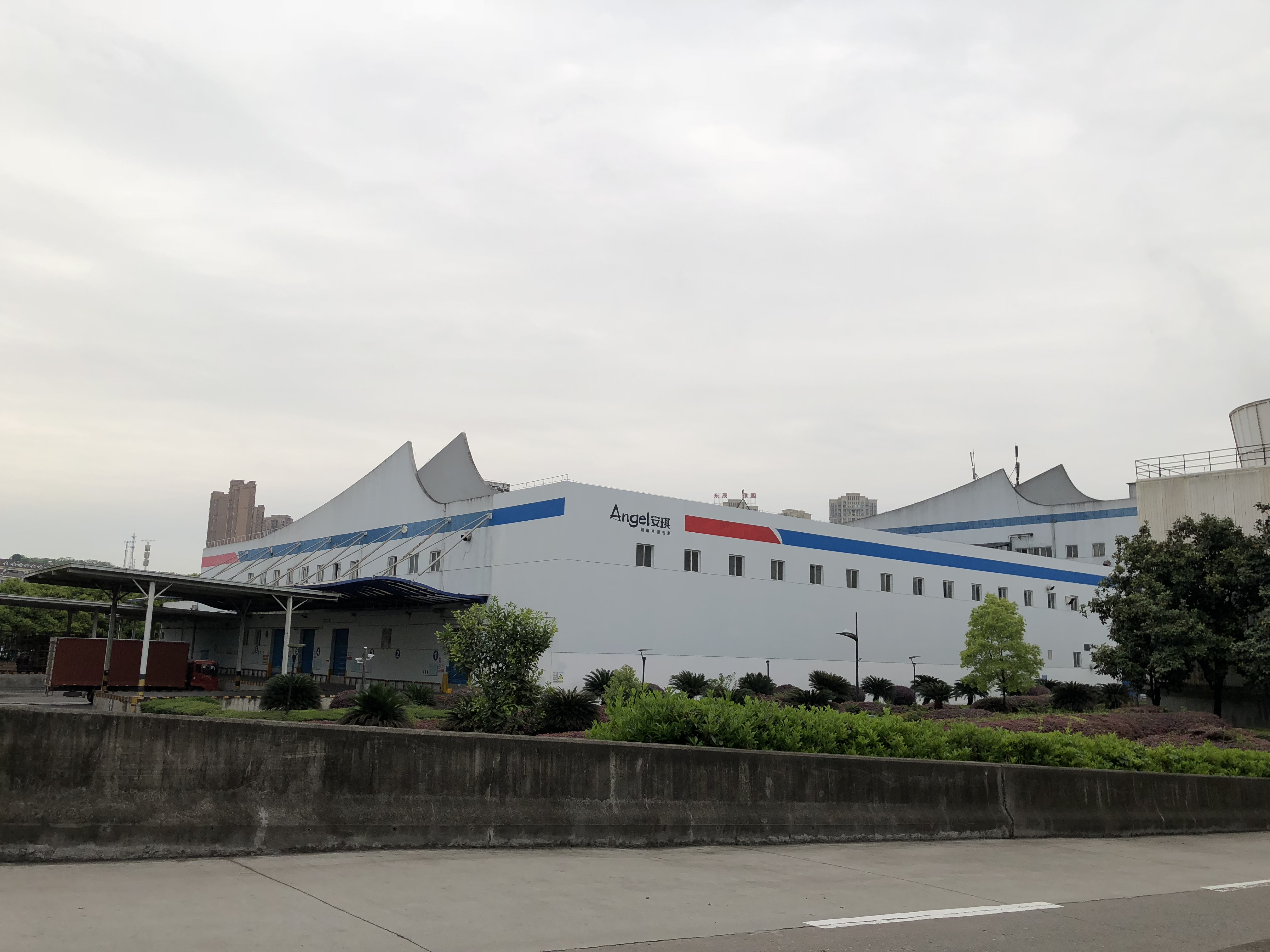
宜昌工厂三部
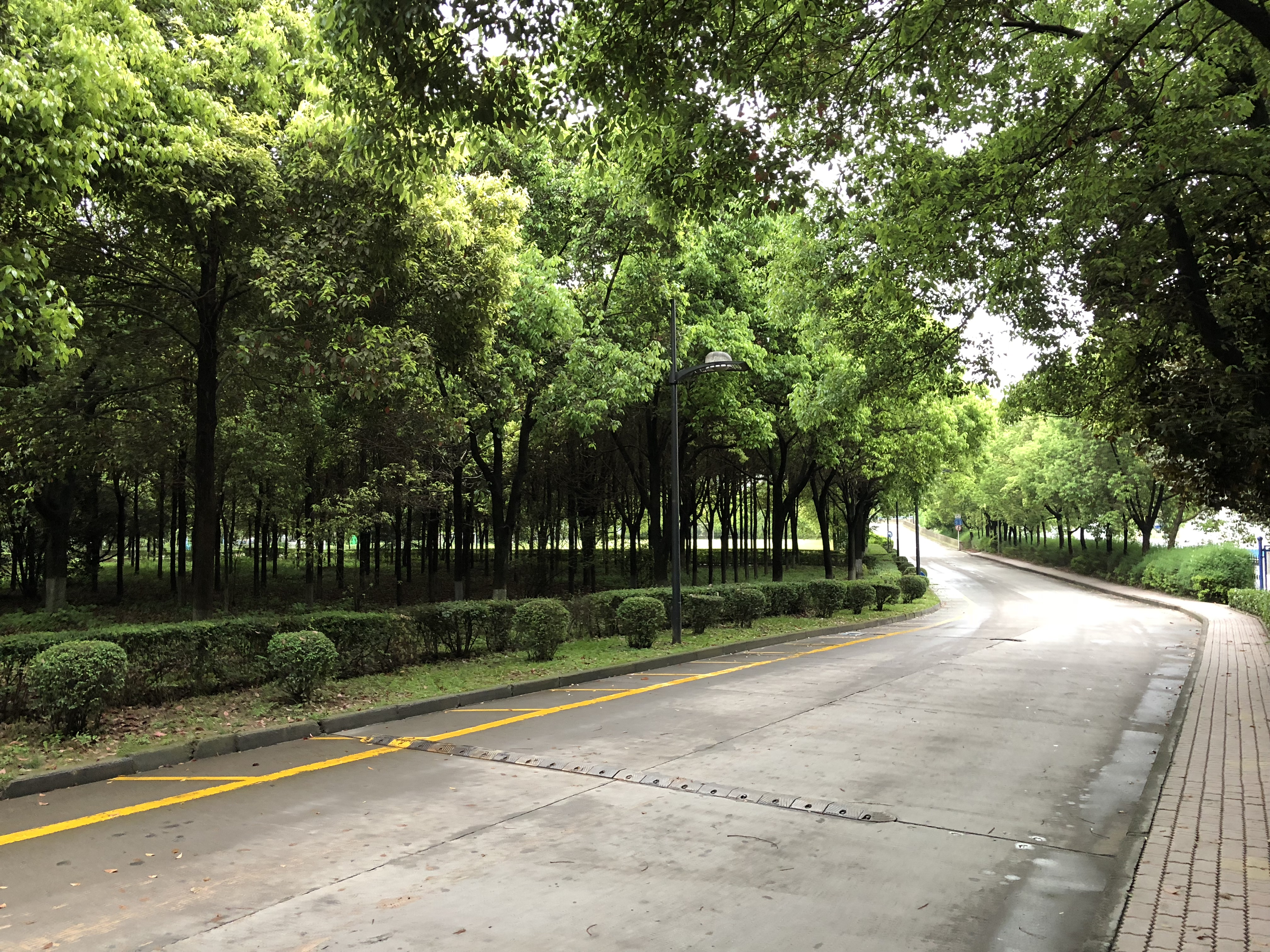
厂内环境
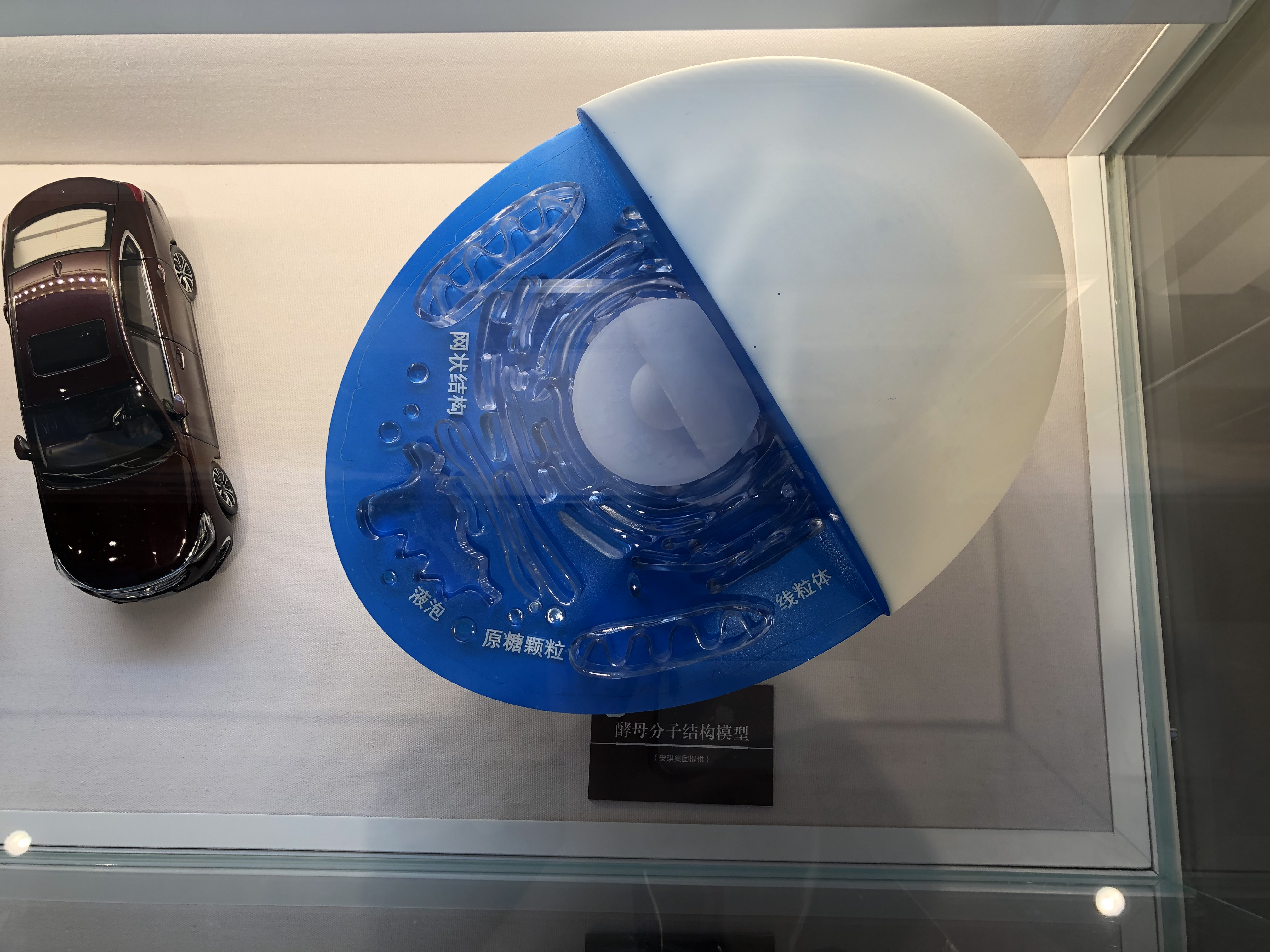
安琪酵母提供给宜昌博物馆的酵母模型